# TT278
TT278 (Theban Tomb 278) è la sigla che identifica una delle Tombe dei Nobili ubicate nell'area della cosiddetta Necropoli Tebana, sulla sponda occidentale del Nilo dinanzi alla città di Luxor, in Egitto. Destinata a sepolture di nobili e funzionari connessi alle case regnanti, specie del Nuovo Regno, l'area venne sfruttata, come necropoli, fin dall'Antico Regno e, successivamente, sino al periodo Saitico (con la XXVI dinastia) e Tolemaico.

## Titolare
TT278 era la tomba di:
| Titolare  | Titolo                         | Necropoli    | Dinastia/Periodo | Note |
| --------- | ------------------------------ | ------------ | ---------------- | ---- |
| Amenemhab | Mandriano del bestiame di Amon | Qurnet Murai | XIX-XX dinastia  |      |

## Biografia
Unica notizia biografica ricavabile, il nome della moglie, Tay, Cantatrice di Amon.

## La tomba
L'accesso a TT278 è possibile da un cortile, in cui si apre l'ingresso anche della TT277; a causa delle demolizioni e delle successive costruzioni, non è possibile oggi identificare le misure originarie del cortile, che misura 8,5 m x 5, e che per lungo tempo è stato peraltro utilizzato come discarica di rifiuti e latrina. La sepoltura si sviluppa planimetricamente in una sala trasversale, un corridoio perpendicolare alla precedente e una sala di forma irregolare in cui si apre il pozzo verticale che adduce all'appartamento sotterraneo. Un breve corridoio, sulle cui pareti (1 in planimetria) dovevano trovarsi rilievi con testi e titoli del defunto rinvenuti distaccati dalla pareti e immagini del defunto e della moglie in adorazione (anche queste molto danneggiate), immette nella sala trasversale; sulle pareti (2-3) scene, solo abbozzate, della processione funeraria. Poco oltre (4) il defunto e la moglie, che recano mazzi di fiori, adorano Hathor. Su altra parete (5), su due registri sovrapposti, scene di offertorio alla coppia con prete che offre libagioni; segue (6) la rappresentazione di una dea come albero e un ba che si abbevera; poco oltre (7), su due registri, il defunto e i genitori (di cui non sono rilevabili i nomi) offrono mazzi di fiori e adorano Osiride, Iside e Nephtys; scene del pellegrinaggio ad Abido con il defunto e la moglie che offrono mazzi di fiori al simbolo di Osiride. Un secondo corridoio, sull'architrave del quale sono rappresentati due Anubi-sciacallo, immette in una sala di forma irregolare priva di decorazioni.

### Annotazioni
1. ↑  La numerazione dei locali e delle pareti segue quella di Porter e Moss 1927, p. 348.
2. ↑  La prima numerazione delle tombe, dalla numero 1 alla 252, risale al 1913 con l'edizione del "Topographical Catalogue of the Private Tombs of Thebes" di Alan Gardiner e Arthur Weigall. Le tombe erano numerate in ordine di scoperta e non geografico; ugualmente in ordine cronologico di scoperta sono le tombe dalla 253 in poi.
3. ↑  I campi della Duat, ovvero l'aldilà egizio, si trovavano, secondo le credenze, proprio sulla riva occidentale del grande fiume.
4. ↑  Nella sua epoca di utilizzo, l'area era nota come "Quella di fronte al suo Signore" (con riferimento alla riva orientale, dove si trovavano le strutture dei Palazzi di residenza dei re e i templi dei principali dei) o, più semplicemente, "Occidente di Tebe".
5. ↑  le Tombe dei Nobili, benché raggruppate in un'unica area, sono di fatto distribuite su più necropoli distinte.
6. ↑  Le note, sovente di inquadramento topografico della tomba, sono tratte dal "Topographical Catalogue" di Gardiner e Weigall, ed. 1913 e fanno perciò riferimento alla situazione dell'epoca.

### Fonti
1. ↑  Gardiner e Weigall 1913.
2. ↑  Donadoni 1999,  p. 115.
3. ↑  Porter e Moss 1927, p. 355.
4. ↑  Porter e Moss 1927,  p. 355.
5. ↑  Porter e Moss 1927,  pp. 355-357.